# Dead Boys Girlfriend
Dead Boys Girlfriend — український електро-панк гурт, утворений 2011 року у Києві.

## Історія
Ідея створення гурту виникла влітку 2010 року. Музиканти гурту називають свій жанр «електрофешн панком». На той момент в Руслана Колеснікова був вже готовий майже весь матеріал як для дебютного альбому, так і частина для другого. Протягом всього часу існування гурту Колесніков завжди був основним автором музики і текстів гурту, в той час, як Микита Будаш був переважно шоуменом, та долучався до створення деяких аранжировок, а Станіслав Гуренко займався візуальною частиною творчості, знімав для гурту кліпи та промо-ролики. 2012 року випустив дебютний альбом. 2015 року вийшов другий альбом Zhelezo.
2013 року трек «Babies it's evil» став саундтреком до фільму українського режисера Любомира Левицького «Тіні незабутих предків».
2015 року кліп «Rave 666» номінувався на фестивалі «Berlin Music Video Awards» у номінації «Найкраща пісня», посів друге місце.
Наприкінці 2015 року музиканти безстроково припинили сумісну діяльність. 
Руслан Колесніков створив власний рейв гурт Osnova, а Микита Будаш згодом приєднався до гурту Казка.
2016 року у прокат вийшла молодіжна комедія Левицького «#Selfieparty» саундтреком до якої стали чотири композиції з другого альбому гурту.

## Дискографія
- "Dead Boys Girlfriend (2012)
- «ZHELEZO» — (2015)

### Кліпи
- «S.O.S» (2011)[3]
- «Mask» (2013)[4]